# Hervé Boussard
Hervé Boussard (8 de marzo de 1966 - 26 de junio de 2013) fue un ciclista francés. Ganó una medalla de bronce en contrarreloj por equipos en los Juegos Olímpicos de Verano de 1992.

## Entrenador
Al final de su carrera, se convirtió en educador en su antiguo club. Formó a jóvenes en la región de Ile-Ferry de Coulommiers. Posteriormente, obtuvo un diploma estatal como educador deportivo de segundo nivel con una puntuación de 18 sobre 20. Durante este período, fue miembro de CREPS de Montry y del comité de Seine-Saint-Denis.
Desde el 1 de diciembre de 2003, es elegido por el presidente del comité de Nord-Pas-de-Calais, René Pelcat, por consejo de Michel Thèze para reemplazar a Christian Davaine como coordinador del polo Wasquehal de Francia. Lo dirigió junto a Frédéric Limousin.
Murió en 2013 de un ataque epiléptico.